# Sindrome di Feingold
La sindrome di Feingold (detta anche sindrome oculodigitoesofagoduodenale) è una malattia rara che consiste in un insieme di difetti congeniti; essa è una malattia genetica che si trasmette con ereditarietà autosomica dominante e fu descritta per la prima volta dal medico statunitense Murray Feingold nel 1975. È stato dimostrato che la sindrome è associata a una mutazione a carico del gene N-MYC (MYCN), localizzato sul braccio corto del cromosoma 2, in corrispondenza del locus genico 2p24.1.
Il quadro clinico della sindrome di Feingold, che si sovrappone parzialmente al fenotipo dell'associazione di VACTERL, consiste in microcefalia, anomalie della struttura delle dita (brachidattilia e clinodattilia dell'indice e del mignolo, sindattilia delle dita del piede, alluce escluso), atresia di alcuni tratti del tubo digerente (soprattutto l'esofago, ma anche il duodeno), e altri segni clinici meno peculiari, come dismorfismi facciali (fessure palpebrali corte, aumento del volume delle orbite oculari); talvolta è presente anche una lieve disabilità intellettiva.